# يشعياهو غافيش
يشعياهو (شايكي) غافيش أو إشعياء غافيش (بالعبرية: ישעיהו גביש‏) (25 أغسطس 1925 - 3 أكتوبر 2024) لواء من الجيش الإسرائيلي المعروف لقيادته في جبهة شبه جزيرة سيناء خلال حرب 1967.

## مسيرته العسكرية
قاتل غافيش خلال حرب 1948، ضمن فصائل البلماح تحت قيادة إيغال آلون. بين عامي 1965-1969، كان القائد الأعلى لقيادة جنوب إسرائيل،  وخلال تلك الفترة، قاد الهجوم الإسرائيلي على القوات المصرية في سيناء خلال حرب 1967، على الرغم من أن الحملة الأرضية التي قادها في تلك الحرب كانت ناجحة للغاية، إلا أن زملائه الجنرالات يسرائيل طال، وأبراهام يوفي، وأرئيل شارون نالوا ثناءً أكثر.

## وفاته
توفي في 3 أكتوبر 2024، وكان آخر قائد إسرئيلي كبير بقي على قيد الحياة من قادة حرب 1967.